# Diêm Tượng
Diêm Tượng (chữ Hán: 閻象; bính âm: Yan Xiang; 158-200) là một viên quan lại phục vụ dưới trướng của lãnh chúa Viên Thuật trong thời Tam Quốc của Lịch sử Trung Quốc. Dưới trướng của Viên Thuật, Diêm Tượng làm đến chức chủ bạ.

## Can gián
Khi Viên Thuật đang có nhiều đất đai và có Ngọc tỷ truyền quốc của Tôn Sách nên có ý muốn tiếm xưng đế hiệu, hội cả các bầy tôi bàn bạc thì Diêm Tượng đã can ngăn. Ông ta kể lại chuyện của Văn vương nhà Chu ngày xưa và cho rằng Hậu Tắc nhà Chu, chứa đức chất công đến đời Văn Vương, thiên hạ chia ba có hai phần, còn phải thờ nhà Ân. Viên Thuật chưa được thịnh bằng nhà Chu. Nhà Hán tuy rằng suy, nhưng chưa đến mức độ như nhà Ân. Cho nên không nên làm chuyện ấy. Tuy nhiên Viên Thuật mê tín tin rằng số trời cho mình làm Đế vương nên đã bác bỏ ý kiến của Diêm Tượng.
Sau đó không còn ghi chép gì về ông nữa cả.